# Donna Mimma
Donna Mimma è una novella di Luigi Pirandello pubblicata nel 1917. Essa dà il titolo alla nona raccolta, pubblicata nel 1925, delle Novelle per un anno.

## Trama
Donna Mimma è molto conosciuta nel suo piccolo paese siciliano: di natura possente, sicura di sé, austera, da tanti anni aiuta le altre donne a partorire. Un giorno però arriva dal Piemonte una levatrice giovane e avvenente, in possesso del diploma. Donna Mimma di colpo viene spiazzata, ignorata, quasi dimenticata dalle compaesane. La nuova arrivata, avendo scoperto che Donna Mimma non ha un diploma, ne ottiene l'interdizione dall'esercizio della professione da parte delle autorità. L'anziana donna, dopo un iniziale scoramento, si reca a Palermo per iscriversi all'università. Data la sua età, qui viene derisa dalle altre studentesse e perfino dal professore, ma riesce a superare le tante difficoltà e, conseguito il titolo di studio, torna subito dopo al paese pronta a riprendere il suo vecchio lavoro. Tuttavia Donna Mimma non mette in conto la lunga inattività e l'età ormai avanzata: alla prima chiamata rischia infatti di causare una tragedia, sventata solo dal pronto intervento della levatrice settentrionale. Così termina l'autorevolezza di cui godeva Donna Mimma.

## Edizioni
- Luigi Pirandello, Novelle per un anno, Prefazione di Corrado Alvaro, Mondadori 1956-1987, 2 volumi. 0001690-7
- Luigi Pirandello, Novelle per un anno, a cura di Mario Costanzo, Prefazione di Giovanni Macchia, I Meridiani, 2 volumi, Arnoldo Mondadori, Milano 1987 EAN: 9788804211921
- Luigi Pirandello, Tutte le novelle, a cura di Lucio Lugnani, Classici Moderni BUR, Milano 2007, 3 volumi.
- Luigi Pirandello, Novelle per un anno, a cura di S. Campailla, Newton Compton, Grandi tascabili economici.I mammut, Roma 2011 Isbn 9788854136601
- Luigi Pirandello, Novelle per un anno, a cura di Pietro Gibellini, Giunti, Firenze 1994, voll. 3.